# Марта Тамбовска
Марта Тамбовска (монашко Маргарита; рођ.  Марта Петровна Апарина; почетак 18. века, Саранск - 1 (14. септембар 1800, Тамбов) - схимонахиња Руске православне цркве; оснивач Тихвин-Богородичког манастира у граду Кирсанову.
Православна црква је спомиње 28. јула (по јулијанском календару) и у Сабору тамбовских светаца.

## Биографија
Марта Апарина је рођена у племићкој породици у граду Саранску. Око 1780. године, након смрти свог оца, преселила се у град Кирсанов са својом мајком, два брата Ивана и Сергеја и сестром Пелагејом.
Од детињства, Марту је привлачио аскетизам, а од малих ногу је престала да једе брзу храну. Тако су мајка и дадиља више пута затекле девојку како се ноћу усрдно моли, због чега су је грдиле. Често је волела да окупља своје другаре и прича им, уместо бучних игара и забаве, о Богу. Сваким даном Марта се све више трудила да оде у манастир, да се повуче од света и његове вреве. Са сузама је наговарала мајку да је пусти, али узалуд. Девојка је носила црну хаљину и, уз дозволу своје мајке, обилазила је манастире. Често је и сама обављала посао слуга, а ако би они нешто погрешили, преузимала је њихову кривицу на себе.
После смрти мајке, око 1783. године, девојка Марта је око себе окупила малу заједницу верних девојака. Њена сестра Пелагеја постала је игуманија ове хришћанске зајенице. Касније је заједница прерасла у манастир и ту је уведена повеља Саровске испоснице. На једном од својих ходочашћа у Кијев, Марта је тајно положила монашки постриг са именом Маргарита. Верује се да су Мартини исповедници били свештеник Гаврило, који је служио у Архангелској цркви у Тамбову, као и становник Саровске испоснице, јеромонах Исаија И (Зубков). Према легенди, старцу Марту је на путу из Саровске испоснице више пута посећивао игуман Назариј (Кондратјев), касније игуман Спасо-Преображенског Валаамског манастира. Сећао се блиставог лица старице, „чинило се као да из ње извире нека непозната сила“.
Нешто пре смрти, старица се преселила из Кирсанова у Тамбов, где је умрла 1 (14) септембра 1800. године. На телу покојнице су били ношени тешки ланци, чији кључ никада није пронађен.
На сахрану је дошао велики број верних. Сахрањена је на гробљу Воздвиженское у Тамбову, на левој страни олтара гробљанске цркве.
Прослављена је као светитељка 1988. године установљењем општецрквеног прослављања.